# Papiro 9
Il Papiro 9 ({\displaystyle {\mathfrak {p}}}9) è uno dei più antichi manoscritti esistenti del Nuovo Testamento, datato paleograficamente agli inizi del III secolo. È scritto in greco.

## Contenuto del papiro
{\displaystyle {\mathfrak {p}}}9 contiene una piccola parte del Prima lettera di Giovanni (10:1-2, 4-7, 9-10; 11:1-8, 45-52).
È attualmente ospitato presso la Houghton Library (P. Oxy. 402; Inv. 3736) in Cambridge, Massachusetts.
Il testo del codice è rappresentativo del tipo testuale alessandrino. Kurt Aland lo ha collocato nella Categoria I.